# Castelo Tor
O Castelo Tor ou Castelo de Dallas (em inglês:  Tor Castle) foi um castelo do século XV localizado em Dallas, Moray, Escócia.

## História
A construção da estrutura foi autorizada em 1419, sendo erigida em meados do século XV pelo arquiteto Robert Cochrane e acrescentada várias vezes até meados do século XVII até ter sido abandonada.